# Aristomenis Tsirbas
Aristomenis Tsirbas (né à Montréal au Canada en 1967) est réalisateur, producteur, animateur et créateur d'effets spéciaux de film.
Il est surtout connue pour ses courts-métrages primés comme Le Freak et Terra et le long-métrage adapté du même nom en 2007.

## Effets spéciaux
Il a participé aux effets spéciaux de plusieurs films comme Complots, Titanic, Mon Martien bien-aimé ou encore Hellboy.

## Longs-métrages
- Zero un film collectif visant à faire découvrir de jeunes talents, une suite fut tournée appelé Zero deux.
- Battle for Terra film de science-fiction réalisé en Animation 3D, sorti à Toronto en 2007, sorti aux États-Unis en 2009 et en France en 2010.

## Courts-métrages
- Tracey Ray en Full Tilt (réalisateur, scénario, animation, directeur de la photographie) 2000
- Le Freak en 2001.
- Terra en 2003.